# Assemblea Prefectural d'Okinawa
L'Assemblea Prefectural d'Okinawa (沖縄県議会, Okinawa ken Gikai) és l'organ legislatiu de la Prefectura d'Okinawa.
Els seus 48 membres són elegits mitjançant un sistema de vot únic no transferible en 13 demarcacions electorals.
L'assemblea és responsable de redactar i aprovar les lleis prefecturals, d'aprovar els pressupostos i de votar importants nomenaments del governador, inclosos els vice-governadors.

## Història
Anys després de la conquesta definitiva del Regne de Ryukyu per part de l'exèrcit imperial del Japó, el govern japonés va crear en 1879 la Prefectura d'Okinawa i el 1909 va formar l'Assemblea Prefectural d'Okinawa. A diferència de les demés assemblees prefecturals (Hokkaido és una altra excepció), l'Assemblea Prefectural d'Okinawa no ha existit de forma continua des de 1879. Després de la batalla d'Okinawa, l'exèrcit dels Estats Units d'Amèrica va governar l'illa. La branca civil del govern militar americà va ser l'Administració Civil dels Estats Units a les illes Ryūkyū, qui va crear una cambra legislativa l'any 1952. Després de la reincorporació del territori al Japó l'any 1972, l'Assemblea Prefectural va ser restaurada. Des de llavors, Okinawa ha sigut una de les tres prefectures que no celebren eleccions prefecturals unificades amb la resta del Japó, les altres són Ibaraki i Tòquio.

## Composició actual (2016-2020)
La composició actual de l'Assemblea Prefectural d'Okinawa és la següent:
| Partit | Partit                                                | Partit | Membres |
| ------ | ----------------------------------------------------- | ------ | ------- |
|        | Partit Liberal Democràtic+Independents                | PLD    | 22 / 48 |
|        | Xarxa Sol i Pau (Independents+Partit Socialdemòcrata) | PDS    | 8 / 48  |
|        | Nou Vent d'Okinawa PDC+Independents                   | PDC    | 5 / 48  |
|        | Kōmeitō                                               | KMT    | 4 / 48  |
|        | Partit Comunista del Japó                             | PCJ    | 4 / 48  |
|        | Partit Socialista d'Okinawa                           | PSP    | 3 / 48  |
|        | Nippon Ishin no Kai                                   | Ishin  | 2 / 48  |

## Circumscripcions electorals
Aquestes són les circumscripcions de l'Assemblea Prefectural d'Okinawa
| Circumscripció | #  | Circumscripció  | # | Circumscripció | # | Circumscripció | # |
| -------------- | -- | --------------- | - | -------------- | - | -------------- | - |
| Naha-Illes Sud | 11 | Okinawa         | 5 | Nakagami       | 5 | Uruma          | 4 |
| Urasoe         | 4  | Nanjō-Shimajiri | 4 | Ginowan        | 3 | Itoman         | 2 |
| Tomigusuku     | 2  | Nago            | 2 | Kunigami       | 2 | Miyakojima     | 2 |
| Ishigaki       | 2  |                 |   |                |   |                |   |

## Històric de resultats
| Candidatura | Candidatura | 1972 | 1976 | 1980 | 1984 | 1988 | 1992 | 1996 | 2000 | 2004 | 2008 | 2012 | 2016 | 2020 | 2024 |
|             | PLD         | 20   | 19   | 20   | 20   | 18   | 18   | 12   | 16   | 11   | 16   | 13   | 14   | 17   | 20   |
|             | PSJ/PSD     | 4    | 5    | 6    | 5    | 4    | 7    | 5    | 2    | 4    | 5    | 6    | 6    | 4    | 2    |
|             | PDS         | 0    | 0    | 1    | 0    | 1    | 0    |      |      |      |      |      |      |      |      |
|             | KMT         | 1    | 2    | 2    | 3    | 3    | 2    | 2    | 3    | 3    | 3    | 3    | 4    | 2    | 4    |
|             | PCJ         | 6    | 4    | 3    | 4    | 6    | 2    | 4    | 4    | 3    | 5    | 5    | 6    | 7    | 4    |
|             | PSO         | 11   | 10   | 8    | 8    | 6    | 7    | 6    | 4    | 4    | 2    | 3    | 3    | 2    | 3    |
|             | PNP         |      |      |      |      |      |      | 6    | 3    |      |      |      |      |      |      |
|             | PD/PDC      |      |      |      |      |      |      |      | 0    |      | 4    | 1    |      | 1    | 2    |
|             | Sōzō/NIK    |      |      |      |      |      |      |      |      |      | 1    | 1    | 2    | 1    | 2    |
|             | Altres      |      |      |      |      |      |      |      | 1    | 1    | 3    | 4    | 3    |      |      |
|             | Ind         | 2    | 6    | 6    | 7    | 9    | 12   | 13   | 15   | 22   | 9    | 12   | 10   | 15   | 11   |
| Total       | Total       | 33   | 33   | 33   | 33   | 33   | 33   | 33   | 33   | 33   | 47   | 48   | 48   | 48   |      |
| Fonts:      |             |      |      |      |      |      |      |      |      |      |      |      |      |      |      |